# Krzysztof Kolumb w mormonizmie

Krzysztof Kolumb

Krzysztof Kolumb w mormonizmie – opis powiązań Krzysztofa Kolumba z teologią ruchu świętych w dniach ostatnich.
Krzysztof Kolumb, włoski żeglarz, podróżnik i nawigator uznawany za odkrywcę Ameryki, zajmuje poczesne miejsce w teologii ruchu świętych w dniach ostatnich (mormonów).
Święci w dniach ostatnich zazwyczaj uznają, że Kolumb wypełnił proroctwo zawarte we wczesnych partiach obecnego tekstu Księgi Mormona. Nefi, syn patriarchy Lehiego, miał ujrzeć w wizji rozmaite wydarzenia, między innymi zagładę potomków swego ojca, odkrycie i kolonizację ziemi obiecanej. Ujrzał też, zgodnie z zapisem zawartym w wersecie dwunastym trzynastego rozdziału 1. Księgi Nefiego, poganina, człowieka oddzielonego od potomków moich braci wieloma wodami, na którego zstąpił Duch Boży. Pod wpływem tego Ducha człowiek ten miał przemierzyć wiele wód i spotkać się w ten sposób z potomkami Lehiego.
Tradycja Kościoła Jezusa Chrystusa Świętych w Dniach Ostatnich utożsamia mężczyznę z wizji Nefiego z Kolumbem od wielu dekad. Opinię takową wyraził starszy Orson Pratt w przypisie do wydania Księgi Mormona z 1879. Szybko utrwaliła się ona wśród mormońskiego przywództwa, wraz z dalszymi, wywiedzionymi z niej naukami. Umieszczono Kolumba obok ojców-założycieli Stanów Zjednoczonych jako mężczyznę natchnionego przez Boga. Podróże i odkrycia Kolumba miały w tym ujęciu przygotować kontynent amerykański do stania się miejscem godnym przywrócenia Ewangelii Jezusa Chrystusa w ostatniej dyspensacji. Miały też położyć podwaliny pod przyszłą mesjańską rolę Stanów Zjednoczonych, kraju wolnego ludu wspomnianego w czwartym wersecie dwudziestego pierwszego rozdziału 3. Księgi Nefiego.
Mormońska apologetyka wskazuje na fakt, że Kolumb również przypisywał swoim wyprawom wydźwięk religijny, inspirując się przy tym chociażby średniowieczną eschatologią oraz swoiście odczytywanymi fragmentami Biblii.